# La Virginia kommun
La Virginia är en kommun i Colombia.   Den ligger i departementet Risaralda, i den centrala delen av landet, 200 km väster om huvudstaden Bogotá. Antalet invånare är 31 261. Arean är 33 kvadratkilometer.
Terrängen i La Virginia är kuperad åt nordost, men åt sydväst är den platt.